# Of Mice and Men (película de 1992)
Of Mice and Men es una película dramática estadounidense de 1992 basada en la novela homónima de John Steinbeck de 1937. Dirigida y producida por Gary Sinise, la película presenta a Sinise como George Milton, junto a John Malkovich como Lennie Small, Casey Siemaszko como Curley, John Terry como Slim, Ray Walston como Candy, Joe Morton como Crooks y Sherilyn Fenn como la esposa de Curley.
Horton Foote adaptó la historia para la película. Su trama se centra en George y el intelectualmente discapacitado Lennie, dos trabajadores agrícolas que viajan juntos y sueñan con algún día ser dueños de su propia tierra. La película explora temas como la discriminación, la soledad y el sueño americano.
Of Mice and Men participó en el Festival de Cine de Cannes de 1992, donde Sinise fue nominado para la Palma de Oro, otorgado al director de la mejor película. Después de que la película se estrenó en los Estados Unidos el 2 de octubre de 1992, recibió críticas positivas de parte de la prensa especializada.

## Sinopsis
Durante la Gran Depresión, el ingenioso George Milton (Gary Sinise) cuida a su compañero físicamente fuerte pero con discapacidad mental, Lennie Small (John Malkovich). Ambos recorren el país trabajando en oficios varios durante su viaje, esperando algún día poder completar el dinero suficiente para comprar su propia tierra y vivir tranquilos sus días de vejez. Tras huir luego de que Lennie fuera acusado de violación tras querer tocar a una chica con un vestido rojo por sentirse atraído hacia ese color, ambos llegan al rancho Tyler, donde encuentran un trabajo. Pero la discapacidad de Lennie les jugará nuevamente una mala pasada.

## Reparto principal
- Gary Sinise es George Milton.
- John Malkovich es Lennie Small.
- Ray Walston es Candy.
- Casey Siemaszko es Curley.
- Sherilyn Fenn es la esposa de Curley.
- Noble Willingham es el jefe.
- John Terry es Slim.
- Richard Riehle es Carlson.
- Joe Morton es Crooks.
- Mark Boone Junior es el conductor del bus.
- Moira Harris es la mujer de vestido rojo.
- Alexis Arquette es Whit.